# Cuarta Internacional
La IV Internacional fue una organización internacional de partidos comunistas seguidores de las ideas de León Trotski, quien fue además su principal dirigente, también conocidos como trotskistas, cuyo objetivo declarado es el derrocamiento del capitalismo global y el establecimiento del socialismo mundial a través de la revolución internacional. Fue fundada el 3 de septiembre de 1938 en un congreso de delegados en Perigny (París), que aprobó el Programa de Transición. La IV Internacional se consideraba heredera de todas las internacionales obreras, pero su modelo organizativo y programa político se basa en los cuatro primeros congresos de la III Internacional, además, consideraban a la Internacional Comunista (también conocida como Comintern o Tercera Internacional) como títeres del estalinismo y por lo tanto incapaz de llevar a la clase obrera internacional al poder político. Así, los trotskistas fundaron su propia Cuarta Internacional competidora. La IV Internacional quedó debilitada tras el asesinato de Trotski en 1940 y quedó disuelta tras una serie de escisiones en 1953 y 1963. Desde entonces, múltiples organizaciones se consideran herederas de la IV Internacional.
A lo largo de la mayor parte de su existencia e historia, la Cuarta Internacional fue perseguida por agentes de la NKVD, sometida a la represión política por parte de países como Francia y Estados Unidos, y rechazada por los partidarios de la Unión Soviética como "pretendientes ilegítimos". La Cuarta Internacional luchó por mantener el contacto en estas condiciones de represión durante la Segunda Guerra Mundial debido al hecho de que los levantamientos proletarios posteriores a menudo estaban bajo la influencia de estalinistas alineados con los soviéticos y militantes nacionalistas, lo que llevó a la derrota de la Cuarta Internacional y los trotskistas, quienes posteriormente nunca lograron obtener una influencia significativa.
A pesar de esto, muchas partes del mundo, incluyendo América Latina, Europa y Asia, continúan teniendo grandes agrupaciones trotskistas que se sienten atraídas por sus posiciones antiestalinistas y su defensa del internacionalismo proletario. Varios de estos grupos llevan la etiqueta "Cuarta Internacionalista" ya sea en el nombre de su organización, en importantes documentos de posición política o en ambos. De acuerdo con la teoría y el pensamiento trotskista, la Cuarta Internacional tendía a ver a la Comintern como un estado obrero degenerado. Sin embargo, aunque consideraba sus propias ideas como más avanzadas y, por lo tanto, superiores a las de la Tercera Internacional, no presionó activamente por la destrucción del Komintern.
En la actualidad, ya no existe una única Cuarta Internacional cohesiva centralizada, ya que esta organización sufrió varias divisiones, cabe destacar, inicialmente, las que se produjeron en 1940 y un cisma aún más significativo en 1953. En 1963 se produjo una reunificación parcial de las facciones cismáticas, pero la organización nunca se recuperó lo suficiente y no logró resurgir como una única agrupación transnacional. La respuesta de los trotskistas a tal situación ha sido la formación de múltiples Internacionales en todo el mundo, con algunos divididos sobre qué organización en particular representa el verdadero legado y la continuidad política de la Cuarta Internacional histórica.

## Trotskismo
Artículo principal: trotskismo
Los trotskistas se consideran a sí mismos trabajando en oposición tanto al capitalismo como al estalinismo. Trotski abogó por la revolución proletaria tal como se establece en su teoría de la "revolución permanente", y creía que un estado obrero no sería capaz de resistir las presiones de un mundo capitalista hostil a menos que las revoluciones socialistas también se arraigaran rápidamente en otros países. Esta teoría se avanzó en oposición a la opinión sostenida por los estalinistas de que el "socialismo en un solo país" podría construirse solo en la Unión Soviética.
Además, Trotski y sus partidarios criticaron duramente la naturaleza cada vez más totalitaria del gobierno de Iósif Stalin. Argumentaron que el socialismo sin democracia es imposible. Así, ante la creciente falta de democracia en la Unión Soviética, concluyeron que ya no era un estado obrero socialista, sino un estado obrero degenerado.
Trotski y sus partidarios se habían organizado desde 1923 como la Oposición de Izquierda. Se opusieron a la burocratización de la Unión Soviética, que analizaron como causada en parte por la pobreza y el aislamiento de la economía soviética.
Posteriormente, Trotski fue enviado al exilio interno y sus partidarios fueron encarcelados. Sin embargo, la Oposición de Izquierda continuó trabajando en secreto dentro de la Unión Soviética. En 1928, Trotski fue exiliado a Turquía. De allí se mudó a Francia, Noruega y finalmente a México. En agosto de 1940, fue asesinado  en México por orden de Stalin.

## Las internacionales obreras
Una internacional política es una organización de partidos políticos o activistas con el objetivo de coordinar su actividad para un propósito común. Había una larga tradición de organización socialista a nivel internacional, y Karl Marx había dirigido la Asociación Internacional de Trabajadores, que más tarde se conoció como la "primera internacional".
La fundación de la Primera Internacional en 1864 fue el primer intento de los sectores más avanzados del movimiento obrero de dar una expresión organizativa a la política internacionalista de la revolución proletaria. En ella jugaron un papel destacado Marx, Engels y Bakunin; en torno a este último se organizó el anarquismo, que tras ser expulsado desarrollaría su propia Internacional en 1872. 
Después de que la Asociación Internacional de Trabajadores se disolvió en 1876, se hicieron varios intentos para revivir la organización, que culminó, en 1889, con la formación de la Internacional Socialista (Segunda Internacional), que tuvo a Engels entre uno de sus fundadores. Sin embargo, poco antes de la Primera Guerra Mundial, vio a sus partidos nacionales votar a favor de los créditos de guerra para que sus respectivos países se enfrentaran en la Primera Guerra Mundial, creando antagonismos irreconciliables entre dichos partidos. En este contexto, también, se produjo una escisión entre los socialistas reformistas (socialdemocracia) y los socialistas revolucionarios, germen de la Tercera Internacional. De ese modo, en 1916, la Segunda Internacional se disolvió formalmente, aunque la organización se reformó en 1923 como la Internacional Obrera y Socialista.
Por otro lado, en 1919, los partidarios de la Revolución de Octubre y los bolcheviques fundaron la Internacional Comunista (Comintern), a la que consideraban la Tercera Internacional, cuyo objetivo era liderar la política revolucionaria a escala internacional. Era una organización que operaba sobre la base del centralismo democrático, con partes componentes requeridas para luchar por las políticas adoptadas por el organismo en su conjunto.
Después del triunfo de Stalin y la burocratización del estado soviético, la Tercera Internacional se convirtió en un instrumento de la política soviética. 
Trotski había proclamado la necesidad de construir la Cuarta Internacional, al considerar que la Tercera Internacional era estalinista. En opinión de los trotskistas, lo demostraban las grandes traiciones de los Partidos Comunistas en Alemania, Francia y España durante la década de los 30 del siglo XX, resultando la victoria del fascismo en gran parte de Europa. La IV Internacional se fundó de hecho en una conferencia en 1938.
Al declararse la Cuarta Internacional, el "Partido Mundial de la Revolución Socialista", los trotskistas estaban afirmando públicamente su continuidad con el Komintern y con sus predecesores. Su reconocimiento de la importancia de estas primeras Internacionales se combinó con la creencia de que en algún momento degeneraron. Aunque la Internacional Socialista y el Komintern todavía existían, los trotskistas no creían que esas organizaciones fueran capaces de apoyar el socialismo revolucionario y el internacionalismo proletario.
Por lo tanto, la fundación de la Cuarta Internacional fue impulsada en parte por el deseo de formar una corriente política más fuerte, en lugar de ser vista como la oposición comunista al Komintern y la Unión Soviética. Trotski creía que su formación era tanto más urgente por el papel que veía jugar en la inminente Guerra Mundial.

## Decisión de formar la Internacional
A principios de la década de 1930, Trotski y sus partidarios creían que la influencia de Stalin sobre la Tercera Internacional aún podía combatirse desde adentro y retroceder lentamente. Por eso, en 1930, se organizaron en la Oposición de Izquierda Internacional, que pretendía ser un grupo de disidentes antiestalinistas dentro de la Tercera Internacional. Los partidarios de Stalin, que dominaban la Internacional, ya no tolerarían la disidencia. Todos los trotskistas y los sospechosos de estar influenciados por el trotskismo fueron sistemáticamente expulsados.
Trotski afirmó que las políticas del Tercer Período del Komintern (1928-1933) habían contribuido al surgimiento de Adolf Hitler en Alemania, y que su giro hacia una política de frente popular (con el objetivo de unir a todas las fuerzas ostensiblemente antifascistas) sembró ilusiones en el reformismo y el pacifismo y "claro" el camino para un vuelco fascista". 
En 1933, él y sus seguidores, expulsados de la Tercera Internacional, participaron en una conferencia del Centro Marxista Revolucionario Internacional que agrupó a los partidos socialistas socialistas fuera tanto de la Internacional Socialista como del Komintern. Tres de esos partidos se unieron a la Oposición de Izquierda al firmar un documento escrito por Trotski llamando a una Cuarta Internacional, que se conoció como la "Declaración de los Cuatro". De ellos, de pronto se distanciaron del acuerdo, pero el Partido Socialista Revolucionario Neerlandés trabajó con la Oposición de Izquierda Internacional para declarar la Liga Comunista Internacional.
Esta posición fue impugnada por Andrés Nin y algunos otros miembros de la Liga que no apoyaron la convocatoria de una nueva Internacional. Este grupo priorizó el reagrupamiento con otras oposiciones comunistas, principalmente la Oposición Comunista Internacional (ICO), también conocido como: Oposición de Derecha en el Partido Soviético (encabezada por Nikolai Bukharin, Alexei Rykov y Mijaíl Tomsky), reagrupamiento que posteriormente condujo a la formación del también conocido como: Centro Marxista Revolucionario Internacional. Por otro lado, Trotski consideraba que esas organizaciones eran centristas y no buscó el acuerdo con ellas.
Sin embargo, a pesar de la oposición de Trotski, sus seguidores en España se sumaron a la sección española del ICO, formando el Partido Obrero de Unificación Marxista (POUM). Trotski afirmó que la fusión sería una capitulación al centrismo.
En 1935, Trotski escribió una Carta Abierta para la Cuarta Internacional, reafirmando la Declaración de los Cuatro, mientras documentaba el curso reciente del Komintern y la Internacional Socialista y afirmó que el Komintern había caído irremediablemente en manos de la burocracia estalinista. En la carta, llamó a la formación urgente de una Cuarta Internacional.
En junio de 1936, se llevó a cabo, en París, la "Primera Conferencia Internacional por la Cuarta Internacional", los informes dan su ubicación en Ginebra por razones de seguridad. En esa reunión, se disolvió la Liga Comunista Internacional, fundando en su lugar el Movimiento por la Cuarta Internacional en las perspectivas de Trotski.
La fundación de la Cuarta Internacional fue vista como algo más que el simple cambio de nombre de una tendencia internacional que ya existía. Se argumentó que la Tercera Internacional ahora había degenerado por completo y, por lo tanto, debía ser vista como una organización contrarrevolucionaria que en tiempos de crisis defendería el capitalismo. Trotski creía que la próxima Guerra Mundial produciría una ola revolucionaria de luchas nacionales y de clase, como lo había hecho la Primera Guerra Mundial.
Stalin reaccionó ante la creciente fuerza de los partidarios de Trotski con una gran masacre política de personas dentro de la Unión Soviética y el asesinato de los partidarios y la familia de Trotski en el extranjero. Hizo que los agentes revisaran documentos históricos y fotos para intentar borrar la memoria de Trotski de los libros de historia. Según el historiador Mario Kessler, los partidarios de Stalin recurrieron al antisemitismo para avivar el sentimiento contra Trotski (ya que Trotski era judío). La hija de Stalin afirmó más tarde que su lucha con Trotski sentó las bases para sus campañas antisemitas posteriores.

## Congreso Fundacional
La lógica de la Internacional era construir nuevos partidos revolucionarios de masas capaces de liderar revoluciones obreras exitosas. Los vio surgir de una ola revolucionaria que se desarrollaría junto y como resultado de la próxima Guerra Mundial.
En septiembre de 1938, treinta delegados asistieron a una conferencia de fundación, celebrada en la casa de Alfred Rosmer, en las afueras de París. En la reunión estuvieron presentes delegados de todos los principales países de Europa y de América del Norte (incluidos tres de los Estados Unidos), aunque por razones de costo y distancia asistieron pocos delegados de Asia o América Latina. Se estableció una Secretaría Internacional, con muchos de los principales trotskistas del día y la mayoría de los países en los que los trotskistas estaban representados. Entre las resoluciones adoptadas por la conferencia se encontraba el Programa de Transición.
El Programa de Transición fue la declaración programática central del congreso, resumiendo sus concepciones estratégicas y tácticas para el período revolucionario que veía abrirse como resultado de la guerra que Trotski venía pronosticando desde hacía algunos años. No es, sin embargo, el programa definitivo de la Cuarta Internacional – como suele sugerirse – sino que contiene una síntesis de la comprensión coyuntural del movimiento en esa fecha y una serie de políticas de transición diseñadas para desarrollar la lucha por el poder obrero.

## Segunda Guerra Mundial
En 1939, al estallar la Segunda Guerra Mundial, el Secretariado Internacional se trasladó a la ciudad de Nueva York. Pero, el Comité Ejecutivo Internacional residente no pudo reunirse, en gran parte debido a una lucha en el Socialist Workers Party (SWP) (Partido Socialista de los Trabajadores de EE. UU.) entre los partidarios de Trotski, que estaban a favor de una defensa crítica incondicional de la URSS; y la tendencia de Max Shachtman, Martin Abern y James Burnham, que argumentaron en respuesta que el SWP debería abandonar su posición tradicional de defensa incondicional de la URSS en la guerra. En esa época, mayoría de los miembros del Comité Ejecutivo Internacional que se encontraban en Nueva York eran partidarios de las tesis defendidas por Shachtman.
Trotski abrió un debate público con Shachtman y Burnham y desarrolló sus posiciones en una serie de polémicas escritas entre 1939 y 1940 y luego recopiladas en "En defensa del marxismo". A principios de 1940, los partidarios de Shachtman y Burnham dejaron a la Internacional, junto con casi el 40% de los miembros del SWP, muchos de los cuales se convirtieron en miembros fundadores del Partido de los Trabajadores de los EUA.

### Conferencia de emergencia
En mayo de 1940, una conferencia de emergencia de la Internacional se reunió en un lugar secreto "en algún lugar del hemisferio occidental". Adoptó un manifiesto redactado por Trotski poco antes de su asesinato y una serie de políticas sobre el trabajo de la Internacional, incluida una que pedía la reunificación de los entonces divididos grupos de la Cuarta Internacional en Gran Bretaña.
Los miembros del secretariado que habían apoyado a Shachtman fueron expulsados por la conferencia de emergencia, con el apoyo del propio Trotski. Mientras que el líder del SWP, James Patrick Cannon, dijo más tarde que no creía que la división fuera definitiva y final, los dos grupos no se reunieron. Se nombró un nuevo Comité Ejecutivo Internacional, que estuvo bajo la creciente influencia del Socialist Workers Party de los EUA.
El asesinato de Trotski, en agosto de 1940, por Ramón Mercader, un agente español de la NKVD, mandado por Stalin, significó un grave golpe político para la Cuarta Internacional. Quedó muy debilitada, con una dirección muy joven e inexperta, elegida en 1946 tras la Segunda Guerra Mundial, en el segundo congreso mundial.
La Cuarta Internacional fue duramente golpeada durante la Segunda Guerra Mundial. Además del asesinato de Trotski, muchas de las filiales europeas de la FI fueron destruidas por los nazis y varias de sus filiales asiáticas fueron destruidas por el Imperio de Japón. Los sobrevivientes, en Europa, Asia y otros lugares, estaban en gran medida aislados unos de otros y del Secretariado Internacional. El nuevo secretario, Jean van Heijenoort (también conocido como Gerland), pudo hacer poco más que publicar artículos en la revista teórica del SWP Fourth International.
A pesar de esta dislocación, los diversos grupos trataron de mantener vínculos y algunos se mantuvieron durante la primera parte de la guerra por marineros alistados en la Armada de los Estados Unidos que tenía motivos para visitar Marsella. El contacto fue constante, aunque irregular, entre el SWP y los trotskistas británicos, con el resultado de que los estadounidenses ejercieron la influencia que tenían para alentar a la Workers' International League (Liga Internacional de los Trabajadores) a la IV Internacional a través de una fusión con la Revolutionary Socialist League (Liga Socialista Revolucionaria), una unión que había sido solicitada por la Conferencia de Emergencia.
En 1942 se abrió un debate sobre la cuestión nacional en Europa entre la mayoría del SWP y un movimiento liderado por Van Heijenoort, Albert Goldman y Felix Morrow. Esta minoría creía que la dictadura nazi sería reemplazada por el capitalismo en lugar de por una revolución socialista, lo que llevaría al renacimiento del estalinismo y de la socialdemocracia. En noviembre de 1943, el Comité Central del SWP adoptó una resolución que sostenía que el capitalismo democrático no podía revivir, lo que resultaría en una dictadura militar de los capitalistas o en una revolución obrera y que esto reforzaría la necesidad de construir la Cuarta Internacional y  adherirse rígidamente a su interpretación de las obras de Trotski. Por otro lado, en diciembre de 1943, la minoría criticó la visión del Comité Central del SWP por subestimar el creciente prestigio del estalinismo y las oportunidades para los capitalistas de utilizar concesiones democráticas. En 1946, Albert Goldman e seus seguidores deixaram o SWP para unir-se ao Partido de los Trabajadores de los EUA, liderado por Max Shachtman.

### Conferencia Europea
Ene febrero de 1944, se llevó a cabo la Conferencia Europea de la Cuarta Internacional donde se debatió las perspectivas de posguerra. La conferencia nombró una nueva Secretaría Europea y eligió a Michel Pablo, un griego residente en Francia, como secretario de organización de la Oficina Europea. Pablo y otros miembros del buró restablecieron contacto entre los partidos trotskistas. La conferencia europea amplió las lecciones de una revolución que se estaba desarrollando en Italia y creyó que una ola revolucionaria cruzaría Europa cuando terminara la guerra. El SWP tenía una perspectiva similar.
Sin embargo, el Revolutionary Communist Party (Reino Unido) no estuvo de acuerdo y sostuvo que el capitalismo no estaba a punto de hundirse en una crisis masiva, sino que ya se estaba produciendo un repunte de la economía. Además, un grupo de líderes del Parti Communiste Internationaliste (PCI) (Francia) en torno a Yvan Craipeau mantuvieron una posición similar hasta que fueron expulsados del PCI en 1948.

## Congreso de 1946
En abril de 1946, los delegados de las principales secciones europeas y otras más asistieron a un "Segundo Congreso Internacional". Este se dispuso a reconstruir el Secretariado Internacional de la Cuarta Internacional con Michel Raptis nombrado Secretario y Ernest Mandel, un belga, asumiendo un papel de liderazgo.
Pablo y Mandel tenían como objetivo contrarrestar la oposición de las mayorías dentro del Revolutionary Communist Party (RCT) (Reino Unido) y el Parti Communiste Internationaliste (PCI) (Francia). Inicialmente, alentaron a los miembros del partido a votar por sus líderes. Apoyaron la oposición de Gerry Healy en el RCT. En Francia, respaldaron a elementos, incluidos Pierre Frank y Marcel Bleibtreu, que se oponían a la nueva dirección del PCI, aunque por razones diferentes.
El tema de principal preocupación y que planteó muchos problemas de interpretación fue la ocupación estalinista de Europa del Este. Al principio, la Internacional sostuvo que, si bien la URSS era un estado obrero degenerado, los estados de Europa del Este posteriores a la Segunda Guerra Mundial seguían siendo entidades burguesas, porque la revolución desde arriba no era posible y el capitalismo persistía.
Otro tema que necesitaba ser tratado era la posibilidad de que la economía se reactivara. Esto fue inicialmente negado por Mandel (quien rápidamente se vio obligado a revisar su opinión y luego pasó a defender la tesis del capitalismo tardío, analizando la inesperada "tercera edad" del desarrollo capitalista).
La perspectiva de Mandel reflejaba la incertidumbre en ese momento sobre la viabilidad futura y las perspectivas del capitalismo, no solo entre todos los grupos trotskistas, sino también entre los principales economistas. Paul Samuelson había previsto en 1943 la probabilidad de una "combinación de pesadilla de las peores características de la inflación y la deflación", preocupándose de que "se iniciaría el mayor período de desempleo y dislocación industrial que cualquier economía haya enfrentado jamás". Joseph Alois Schumpeter, por su parte, afirmó que "la opinión general parece ser que los métodos capitalistas no estar a la altura de la tarea de reconstrucción". Consideró que "no está abierto a duda que la decadencia de la sociedad capitalista está muy avanzada".

## Congreso de 1948
En abril de 1948, se llevó a cabo el Segundo Congreso Mundial de la Cuarta Internacional, en el que participaron delegados de 22 secciones. En esta conferencia se aprobaron varias resoluciones sobre la cuestión judía, el estalinismo, los países coloniales y las situaciones específicas que enfrentan las secciones en ciertos países. La Cuarta Internacional estaba unida en torno a la opinión de que los "estados tapón" de Europa del Este seguían siendo países capitalistas, entendimiento que sería, en marzo de 1949, cuestionado por Bert Cochran. En contra del entendimiento de Cochran, en octubre de 1949, Ernest Mandel publicó el documento "La metafísica de la propiedad nacionalizada".
El Congreso fue especialmente notable por acercar mucho más a la Internacional con grupos trotskistas de todo el mundo. Estos incluían grupos tan significativos como el Partido Obrero Revolucionario (Bolivia) y el Partido Lanka Sama Samaja (Sri Lanka), pero los grandes grupos trotskistas vietnamitas habían sido eliminados o absorbidos en su mayoría por los partidarios de Ho Chi Minh.
Después del Segundo Congreso Mundial en 1948, el Secretariado Internacional intentó abrir comunicaciones con el régimen de Josip Broz Tito en Yugoslavia, mediante carta abierta publicada el 13 de julio de 1948, que, en su análisis, se diferenciaba del resto del Bloque del Este porque fue establecido por los partisanos yugoslavos que habían luchado contra la ocupación nazi, a diferencia de los ejércitos invasores de Stalin. El Revolutionary Communist Party británico, dirigido por Jock Haston y apoyado por Ted Grant, fue muy crítico con esta medida.
En 1950, se produjo una escisión en el The Club (organización que más tarde daría lugar al Workers Revolutionary Party (Reino Unido)), encabezada por Tony Cliff (1917–2000), que daría lugar al Socialist Workers Party (Reino Unido), núcleo inicial de la International Socialist Tendency, que vendría a existir en la década de 1970. Las base de esta derivación del trotskismo clásico es la teoría de que la Unión Soviética no era un estado obrero degenerado, sino un país donde existía el capitalismo de estado.
La consecuencia práctica de esta concepción se reveló cuando Tony Cliff se opuso a la defensa de Corea del Norte, durante la guerra de Corea (1950-1953), posición defendida por la dirigencia del . Este hecho provocó la exclusión de Cliff y sus seguidores del The Club.

## Congreso de 1951
Entre agosto y septiembre de 1951, se llevó a cabo el Tercer Congreso Mundial de la Cuarta Internacional, en el cual se aprobó una resolución que pasó a describir los estados de Europa del Este como estados obreros deformados en una analogía con el estado obrero degenerado en Rusia. Se utilizó el término "deformado" en lugar de degenerado, porque ninguna revolución obrera había llevado a la fundación de estos estados.
El Tercer Congreso Mundial creía en la posibilidad real de una "guerra civil internacional" en un futuro próximo. Argumentó que los partidos comunistas de masas "pueden, bajo ciertas condiciones favorables, ir más allá de los objetivos establecidos para ellos por la burocracia soviética y proyectar una orientación revolucionaria". Dada la supuesta cercanía de la guerra, la Cuarta Internacional evaluó que los Partidos Comunistas y los partidos socialdemócratas serían la única fuerza significativa que podría defender a los trabajadores del mundo contra el campo imperialista en aquellos países donde había fuerzas de masas.
Pablo defendió la teoría de la “guerra-revolución”, en la que argumentaba que el estallido de la guerra entre Estados Unidos y la Unión Soviética asumiría la forma de una guerra civil global, en la que los La burocracia soviética se vería obligada a servir como partera de las revoluciones sociales.

### Entrismo
De acuerdo con esta perspectiva geopolítica, Michel Pablo argumentó que la única forma en que los trotskistas podían evitar el aislamiento era que varias secciones de la Cuarta Internacional emprendieran un entrismo a largo plazo en los partidos comunistas o socialdemócratas de masas. Esta táctica se conocía como entrismo sui géneris, para distinguirla de la táctica de entrada a corto plazo empleada antes de la Segunda Guerra Mundial. Por ejemplo, significó que el proyecto de construir un partido trotskista abierto e independiente fuera archivado en Francia, porque se consideraba políticamente inviable junto con la entrada en el Partido Comunista Francés.
Esta perspectiva fue aceptada dentro de la Cuarta Internacional, pero sembró las semillas para la escisión en 1953. En el Tercer Congreso Mundial, las secciones coincidieron con la perspectiva de una guerra civil internacional. Sin embargo, la sección francesa no estuvo de acuerdo con la táctica asociada del entrismo sui generis y sostuvo que Pablo estaba subestimando el papel independiente de los partidos de la clase trabajadora en la Cuarta Internacional. Los líderes de la mayoría de la organización trotskista en Francia: Marcel Bleibtreu y Pierre Lambert, se negaron a seguir la línea de la Internacional.
Como consecuencia, la dirección internacional de la Cuarta Internacional reemplazó a los líderes de la sección francesa por otros, lo que provocó una división permanente en la sección francesa.
La resolución sobre las tareas de la Cuarta Internacional en América Latina defendieron la “participación y actividad, libres de todo sectarismo, en todos los movimientos de masas y en todas las organizaciones que expresen, incluso de manera indirecta y confusa, las aspiraciones de las masas que pueden, por ejemplo, tomar el cauce de los sindicatos peronistas o del Movimiento Nacionalista Revolucionario (MNR), en Bolivia; o de la Alianza Popular Revolucionaria Americana (APRA), en Perú; del movimiento obrero de Vargas, o de Acción Democrática en Venezuela.
A raíz del Congreso Mundial, la línea del Liderazgo Internacional fue generalmente aceptada por grupos de todo el mundo, incluido el SWP estadounidense, cuyo líder, James P. Cannon, mantuvo correspondencia con la mayoría francesa para apoyar la táctica del entrismo sui generis. Al mismo tiempo, sin embargo, Cannon, Healy y Mandel estaban profundamente preocupados por la evolución política de Pablo. Cannon y Healy también estaban alarmados por la intervención de Pablo en la sección francesa y por las sugerencias de que Pablo podría usar la autoridad de la Internacional de esta manera en otras secciones de la Cuarta Internacional que sentían que el entrismo "sui generis" no era una táctica adecuada en sus propios países.
En particular, temían que Pablo apoyara las tendencias minoritarias, encabezadaslas por John Lawrence, en Gran Bretaña; y por Bert Cochran, en EE. UU. que apoyaban la adopción del entrismo "sui generis" en sus países.

## Escisión de 1953
En noviembre de 1953, el comité nacional del SWP emitió una Carta abierta a los trotskistas de todo el mundo y organizó el Comité Internacional de la Cuarta Internacional (CI-CI), que, inicialmente, incluía, además del SWP, la sección británica The Club, dirigido por Gerry Healy, el Parti Communiste Internationaliste (PCI) (Francia) (entonces dirigido por Pierre Lambert que había expulsado a Bleibtreu y su agrupación), el partido de Nahuel Moreno en Argentina y las secciones austriaca y china de la Cuarta Internacional. Las secciones del CI-CI se retiraron del Secretariado Internacional, que suspendió sus derechos de voto. Ambos bandos afirmaron que constituían la mayoría de la antigua Internacional.
El Partido Lanka Sama Samaja de Sri Lanka, entonces el principal partido de los trabajadores del país, tomó una posición intermedia durante esta disputa. Continuó participando en el ISFI pero abogó por un congreso conjunto, por la reunificación con el CI-CI.
Un extracto de la Carta Abierta explica la división de la siguiente manera:
En resumen: las líneas de división entre el revisionismo de Pablo y el trotskismo ortodoxo son tan profundas que no es posible ningún compromiso ni política ni organizativamente. La facción de Pablo ha demostrado que no permitirá que se alcancen decisiones democráticas que reflejen verdaderamente la opinión de la mayoría. Exigen sumisión total a su política criminal. Están decididos a expulsar a todos los trotskistas ortodoxos de la Cuarta Internacional o a amordazarlos y esposarlos. Su esquema ha sido inyectar su conciliacionismo estalinista poco a poco y también poco a poco, deshacerse de los que vienen a ver lo que está pasando y ponen objeciones.
En la década de los 60 se produjo una reunificación en torno al planteamiento de que la revolución cubana había producido un nuevo estado obrero. El recién creado Secretariado Unificado tendría como dirigentes a los principales líderes que se negaron a aplicar la política pablista, entre ellos al belga Ernest Mandel, a Pierre Frank, a Joseph Hansen y James Cannon del SWP de Estados Unidos y a Nahuel Moreno de Palabra Obrera. Sin embargo la reunificación duró poco (Pierre Frank, La longue marche des troskystes, Éditions la brèche, París, 1978).

## Del Cuarto Congreso Mundial a la reunificación
Durante la década siguiente, el CI-CI se refirió al resto de la Internacional como el "Secretariado Internacional de la Cuarta Internacional" (SI-CI), enfatizando su opinión de que el SI no hablaba por la Internacional en su conjunto. Por otro lado, el SI continuó viéndose a sí mismo como el liderazgo de la Internacional. Celebró un Cuarto Congreso Mundial en 1954 para reagruparse y reconocer las secciones reorganizadas en Gran Bretaña, Francia y los EE. UU.
Partes del Comité Internacional estaban divididas sobre si la ruptura con el "pablismo" era permanente o temporal, y fue quizás como resultado de esto que no se declaró como la "Cuarta Internacional".
Aquellas secciones que consideraban permanente la escisión se embarcaron en una discusión sobre la historia de la escisión y sus significados.
Las secciones de la Internacional que reconocieron el liderazgo del Secretariado Internacional se mantuvieron optimistas sobre las posibilidades de aumentar la influencia política de la Internacional y extendieron el entrismo a los partidos socialdemócratas que ya estaba en marcha en Gran Bretaña, Austria y otros lugares. El congreso de 1954 enfatizó el entrismo en los partidos comunistas y los partidos nacionalistas en las colonias, presionando por reformas democráticas, aparentemente para alentar a la izquierda que percibían que existía en los partidos comunistas a unirse a ellos en una revolución.
Surgieron tensiones entre quienes suscribían las opiniones mayoritarias de Pablo y una minoría que argumentaba sin éxito en contra del trabajo abierto. Varios de estos delegados abandonaron el Congreso Mundial y finalmente dejarían la Internacional, incluido el líder de la nueva sección británica, John Lawrence , George Clarke , Michele Mestre (líder de la sección francesa) y Murray Dowson (un líder del grupo canadiense).
Por otro lado, el SWP (EE. UU.), bajo la presión del macartismo, de la ola anticomunista y del declive del movimiento sindical estadounidense, comenzó a adoptar posiciones más a la derecha. Tanto es así que, en marzo de 1957, se pronunció a favor de una reunificación de la Cuarta Internacional. Sin embargo, Gerry Healy, el líder de la sección británica del Comité Internacional (Socialist Labour League - SLL, que, luego, daría lugar al Socialist Workers Party) se opuso a la reunificación, sin ninguna discusión sobre las diferencias políticas que habían producido la escisión en 1953. Esto se debe a que la Sección británica evaluó que había tenido un desarrollo positivo después de la escisión de 1953.
Otra consecuencia del hecho de que el SWP (EE. UU.) comenzara a adoptar posiciones más derechistas fue, en 1961, la formación de la Revolutionary Tendency (RT) dentro del SWP (EE. UU.), liderada por James Robertson y Tim Wohlforth. Unos años más tarde, ambos dejarían el SWP, saliendo, antes, James Robertson para fundar la Spartacist League y, más tarde, Tim Wohlforth para fundar el Comité Estadounidense de la Cuarta Internacional, organización que mantendría vínculos con la CI-CI.
En octubre de 1957, el SI organizó un Quinto Congreso Mundial. Mandel y Pierre Frank evaluaron la guerra de Independencia de Argelia y conjeturaron que era esencial reorientar los estados coloniales y las neocolonias hacia las revoluciones guerrilleras emergentes. Según Robert Alexander, Ernest Mandel ha escrito que una organización en Indonesia, el Partido Acoma, estuvo afiliada a la Cuarta Internacional desde 1959 hasta el golpe de Estado de 1965 en ese país.
En 1961, se realizó el Sexto Congreso Mundial, en el cual se observó una disminución de las divisiones políticas entre la mayoría de los partidarios del SI y la dirección del SWP en los Estados Unidos. En particular, el congreso enfatizó el apoyo a la revolución cubana y un énfasis creciente en la construcción de partidos en los países imperialistas. El sexto congreso también criticó al Partido Lanka Sama Samaja, su sección de Sri Lanka, por parecer apoyar al Sri Lanka Freedom Party, al que consideraban nacionalistas burgueses; el SWP de EE. UU. hizo críticas similares.
En 1962, el CI-CI y el SI-CI formaron una Comisión Paritaria para organizar un Congreso Mundial común. Los partidarios de Michel Pablo y Juan Posadas se opusieron a la convergencia. En 1962, los partidarios de Posadas abandonaron el SI para fundar la Cuarta Internacional Posadista.
En junio de 1963, se realizó el Congreso de Reunificación, en el cual las secciones del CI-CI y del SI-CI se reunificaron, pero sin la Socialist Labour League (Liga Socialista del Trabajo) (Organización británica dirigida por Gerry Healy) y la Organización Comunista Internacionalista (Organización francesa dirigida por Pierre Lambert). Esto se debió, en gran parte,  al apoyo a la resolución Dynamics of World Revolution Today and for the Cuban Revolution, escrita por: Ernest Mandel y Joseph Hansen. Este documento distinguía entre diferentes tareas revolucionarias en los países imperialistas, los "estados obreros", y los países coloniales y semicoloniales.
En junio de 1963, la Cuarta Internacional reunificada eligió un Secretariado Unificado de la Cuarta Internacional (SU-CI), nombre por el cual todavía se hace referencia a la organización en su conjunto.

## Organizaciones herederas de la IV Internacional en la actualidad
Algunas organizaciones a nivel internacional se consideran herederas de la IV Internacional de Trotski. Muchas de ellas provienen de algunos jóvenes dirigentes o miembros de esta organización como Ernest Mandel, Pierre Frank, Joseph Hansen, Nahuel Moreno. 
[cita requerida]

### Secretariado Unificado de la IV Internacional
El Secretariado Unificado de la IV Internacional es la única organización con continuidad organizativa directa a la Cuarta Internacional original a nivel internacional, que surgió de un Congreso de reunificación entre el Comité Internacional y el Secretariado Internacional, celebrado en 1963, pero sin la Socialist Labour League (Liga Socialista del Trabajo) (Organización británica dirigida por Gerry Healy) y la Organización Comunista Internacionalista (Organización francesa dirigida por Pierre Lambert). También es la única corriente que se ha presentado continuamente como "la" Cuarta Internacional. Es la corriente más grande y los líderes de algunas otras Internacionales trotskistas ocasionalmente se refieren a ella como "la Cuarta Internacional": el secretario del CICI, Gerry Healy, cuando propuso discusiones de reunificación en la década de 1970, la describió como "la Cuarta Internacional"; la International Socialist Tendency (heredera de las ideas de Tony Cliff) también suele referirse a ella de esta manera.
De tradición mandelista, sigue reivindicando la denominación de la IV Internacional, aunque ha renunciado a alguna de sus bases programáticas, como el centralismo democrático (funcionando como una federación de partidos, y no como un partido mundial) o la consigna de la dictadura del proletariado en algunas de sus secciones. Esta corriente internacional fue muy criticada por otras organizaciones trotskistas por su participación en los gobiernos de Prodi (Italia) y Lula (Brasil). En su XVI congreso, se ha posicionado claramente por la construcción de partidos anticapitalistas amplios como una forma de avanzar en su proyecto revolucionario. Cuenta con secciones y grupos simpatizantes en más de 60 países. Uno de sus referentes a nivel mundial era la LCR francesa, ahora disuelta en el Nuevo Partido Anticapitalista. En Argentina el Movimiento Socialista de los Trabajadores (MST) es miembro observador.

### International Socialist Tendency
Esta internacional de partidos políticos defiende una visión trotskista no ortodoxa y es heredera de las ideas de Tony Cliff (1917–2000), fundador, de una escisión que tuvo lugar en 1950, del Socialist Workers Party (Reino Unido). Las base de esta derivación del trotskismo clásico es su teoría de que la Unión Soviética no era un estado obrero degenerado, sino un país donde existía el capitalismo de estado.
La consecuencia práctica de esta concepción se reveló cuando Tony Cliff se opuso a la defensa de Corea del Norte, durante la guerra de Corea (1950-1953), posición defendida por la dirigencia del The Club (organización que más tarde daría lugar al Workers Revolutionary Party (Reino Unido)). Este hecho provocó la exclusión de Cliff y sus seguidores del The Club.
A diferencia de muchas tendencias internacionales, la IST no tiene estructuras organizativas formales. Tiene secciones en 27 países; sin embargo, su presencia más fuerte está en Europa, especialmente en Gran Bretaña.

### Comité Internacional de la Cuarta Internacional
El Comité Internacional de la Cuarta Internacional se originó, en 1953, como una facción pública de la Cuarta Internacional, por una serie de secciones nacionales de la Cuarta Internacional que no estaban de acuerdo con el rumbo del Secretariado Internacional de la Cuarta Internacional dirigido en ese momento por Michel Pablo y Ernest Mandel. El Comité fue coordinado por la sección estadounidense, el Socialist Workers Party (SWP), dirigido por James P. Cannon, e incluía la sección británica, dirigida por Gerry Healy, y el Parti Communiste Internationaliste (PCI) (Francia), dirigido por Pierre Lambert. Grupos trotskistas en varios otros países, especialmente en Suiza, China, Canadá y Nahuel Moreno (líder trotskista en Argentina), también se juntaron.
En 1971, los partidarios de Pierre Lambert se separan del SU-QI para formar la Cuarta Internacional Lambertista.
En la actualidad, el Comité Internacional de la Cuarta Internacional (CI-CI) es el nombre de una internacional trotskista con secciones denominadas como: Socialist Equality Party que mantiene el World Socialist Web Site, dirigido por David North.

### Cuarta Internacional Posadista
Fundada en 1962 por el argentino J. Posadas, quien había sido líder del Buró de América Latina de la Cuarta Internacional en la década de 1950, y de la sección de la Cuarta Internacional en Argentina.

### International Communist League (Fourth Internationalist)
La International Communist League (Fourth Internationalist) (ICL-FI), anteriormente conocida como la International Spartacist Tendency, es una internacional trotskista que tiene como núcleo central la Spartacist League (EE. UU.).
El grupo se originó dentro de la Revolutionary Tendency del Partido Socialista de los Trabajadores (Estados Unidos) (Socialist Workers Party - SWP), donde, a partir de diciembre de 1963, fueron expulsados sus fundadores.
En la actualidad (2023), cuenta con secciones nacionales operativas en Estados Unidos, Australia, Japón, Reino Unido, México, Alemania, Canadá, Francia, Italia, Sudáfrica y Grecia.

### Comité por una Internacional de los Trabajadores
Más conocido por su nombre en inglés: Committee for a Workers' International (CWI), el Comité por una Internacional de los Trabajadores (CIT) proviene de la ruptura de los miembros de la tendencia británica "Militant", liderados por Ted Grant, con el Secretariado Unificado de la IV Internacional después del Congreso de 1965 de SU-CI.
El 20 al 21 de abril de 1974, se llevó a cabo, en Londres, la conferencia de fundación del Comité por una Internacional de los Trabajadores (CIT), a la que asistieron 46 partidarios de lo que entonces se llamaba Militant (o la tendencia Militant) de 12 países, incluidos Gran Bretaña, Irlanda y Suecia.
En 1991, hubo un gran debate dentro de la corriente Militant sobre el abandono de la táctica del entrismo en el Partido Laborista (Reino Unido). En este debate, la mayoría, encabezada por Peter Taaffe, era partidaria de abandonar la táctica del entrismo y salirse del Partido Laborista británico, mientras que la minoría, liderada por Ted Grant, abogaba por mantener la táctica del entrismo.
Como la minoría, liderada por Ted Grant, se negó a aceptar la posición mayoritaria, se produjo una escisión dentro de la corriente Militant, que también se reflejó en el CIT. Así, Ted Grant y sus partidarios fundaron otra organización internacional de inspiración trotskista, la Corriente Marxista Internacional (CMI).
En el año 2010, una ruptura en la CMI llevó a la salida de sus secciones española, venezolana y mexicana, que, el 22 de julio de 2017, se reintegraron al Comité por una Internacional de los Trabajadores (CIT/CWI).
En 2018 y 2019, se desarrolló una disputa en torno a las cuestiones del socialismo y las políticas de identidad, el papel de los sindicatos y el movimiento de la clase trabajadora, y bajo qué programa y cómo los marxistas deberían organizarse a nivel internacional y nacional. La disputa dividió a los principales órganos del CIT: el Secretariado Internacional (International Secretariat) y el Comité Ejecutivo Internacional (International Executive Committe).
El Secretariado Internacional, controlado por Peter Tafee, líder histórico del Partido Socialista de Inglaterra y Gales, acusaba a la otra facción de sobrevalorar las reivindicaciones de los movimientos identitarios en detrimento de las reivindicaciones históricas de los trabajadores.
Entre el 22 y el 25 de julio de 2019, los partidarios de Tafee celebraron una conferencia internacional, en Londres, para reconstituir el Comité por una Internacional de los Trabajadores (CIT), a la que asistieron delegados y visitantes de Inglaterra y Gales, Escocia, Irlanda, Alemania, Francia, Austria, Finlandia, India, Sri Lanka, Malasia, Chile, Sudáfrica y Estados Unidos. Sin embargo, los representantes de Sudáfrica y Nigeria no pudieron asistir, debido a problemas de visa.
Por otra parte, el grupo mayoritario en el Comité Ejecutivo Internacional del CIT, el 26 de julio de 2019, se declaró mayoría del CIT y, el 1 de febrero de 2020, se rebautizó como: International Socialist Alternative. Este segundo grupo prefirió llamar a los movimientos identitarios, como "Movimientos de masas contra formas específicas de opresión" y acusó a la facción de Tafe de haber dado un golpe burocrático en el CIT y por eso decían que era la auténtica continuidad del CIT.
Un tercer grupo, que se había separado de los partidarios de Tafee anteriormente, celebró, entre el 19 y el 21 de julio de 2019, en Madrid, el I Congreso de la Izquierda Revolucionaria Internacional. En este acto participaron 160 compañeros del Estado Español, Portugal, México, Venezuela y Alemania.

### Cuarta Internacional Lambertista
Tiene su origen en 1971, a partir de la ruptura del Parti Communiste Internationaliste (PCI) con el Comité Internacional de la Cuarta Internacional. Es conocida como "lambertista", debido al liderazgo de Pierre Lambert, líder histórico del PCI.

### Tendencia Cuartainternacionalista
En febrero de 1979, el Partido Obrero Revolucionario (POR) de Bolivia, dirigido por Guillermo Lora, protagonizó una ruptura con la Cuarta Internacional Lambertista, entonces denominada "Comité Organizador para la Reconstrucción de la Cuarta Internacional" (CORCI). También se unieron al POR boliviano el grupo Política Obrera de Argentina, dirigido por Jorge Altamira, que más tarde daría lugar al Partido Obrero (PO); y otros grupos en Chile, Perú y Brasil (un grupo que más tarde daría lugar al Partido de la Causa Obrera). Estos grupos fundaron la Tendencia Cuartainternacionalista (TCI).
Entre junio de 1980 y 1983, TCI publicó la Revista Internationalismo.

### Liga por la Quinta Internacional
En 2014, se fundó el Movement for a Revolutionary Communist International (MRCI - Movimiento por una Internacional Comunista Revolucionaria) que daría lugar a la Liga por la Quinta Internacional (L5I), que es una agrupación internacional de organizaciones trotskistas revolucionarias en torno a un programa y perspectivas comunes.

#### Historia
El 29 de mayo de 1984, el Workers' Power en Gran Bretaña, el Irish Workers Group, el Pouvoir Ouvrier en Francia y el Gruppe Arbeitermacht (GAM) en Alemania firmaron el acta fundacional del MRCI.
A fines de 1985, un pequeño grupo de camaradas que formaron el Gruppe Arbeiterstandpunkt (Austria) se unieron al MRCI. El Gruppe Arbeiterstandpunkt (Punto de vista de los trabajadores) se fusionó posteriormente con el Socialist Alternative Group (SOAL) con sede en Salzburgo.
Posteriormente, se incorporó también al MRCI: el Poder Obrero (Perú).
En abril de 1989, el MRCI publicó el "Manifiesto Trotskista".
En julio de 1989 tuvo lugar el primer congreso del MRCI. En ese Congreso, el MRCI:
1. cambió su nombre a: League For a Revolutionary Communist International (LRCI - Liga por una Internacional Comunista Revolucionaria);
2. adoptó un programa internacional, estatutos centralistas democráticos; y
3. eligió un Comité Ejecutivo Internacional con miembros de cada una de las secciones de las LRCI.[115]

En diciembre de 1991, se celebró en Múnich (Alemania) el Segundo Congreso de la LRCI. En este Segundo Congreso se ratificó la incorporación del grupo Poder Operario (Bolivia) a la LRCI.
Además, en este segundo congreso participaron observadores de Workers Power (Nueva Zelanda) y simpatizantes con base en Madrid.
En marzo de 1994, se celebró en Praga (República Checa), el Tercer Congreso de la LRCI, al que asistieron: cincuenta delegados de las ocho secciones nacionales de la LRCI.
A fines de 1993, se formó la tendencia “Contra la corriente” dentro de la sección sueca del Secretariado Unificado de la Cuarta Internacional (SU-CI). A principios de octubre de 1994, esta tendencia rompió con la sección sueca del SU-CI SP para fundar Arbearmakt (Pode Obrero) como la sección sueca de la LRCI.
En julio de 2000, se celebró el Quinto Congreso de la LRCI, que revisó la tesis de la existencia de un "estado obrero moribundo" durante la restauración capitalista en la Unión Soviética y en los países de Europa del Este.
En julio de 2006, se celebró el Séptimo Congreso de la Liga por la Quinta Internacional (L5I).
El 29 de mayo de 2007, se celebró en Lahore una reunión de fundación del Revolutionary Socialist Movement (RSM-Pakistán).
En diciembre de 2008, la L5I publicó: "De la protesta al poder: un manifiesto para la revolución mundial".
Del 13 al 15 de noviembre de 2009 se celebró en Chicago (Estados Unidos) la Conferencia Fundacional del Workers Power USA (WPUSA), la sección simpatizante de L5I en los EE. UU.
En junio de 2010, se celebró, en Turquía, el octavo congreso de L5I. Asistieron miembros de la liga de Alemania, Austria, la República Checa, Suecia y Gran Bretaña. El Congreso también se complació en dar la bienvenida a un delegado de la nueva sección estadounidense de la Liga, establecida en 2009 y partidario de la Liga de Nepal que es miembro del grupo juvenil socialista Revolución. Debido a la denegación de visas, los delegados de Pakistán no pudieron asistir. Los delegados de Sri Lanka no pudieron asistir debido a acontecimientos políticos críticos en el país.
En octubre de 2010, la L5I publicó: "De la Resistencia a la Revolución - Manifiesto por una Quinta Internacional".
En enero de 2020, la L5I publicó: "La crisis de la globalización capitalista y la solución socialista".

#### Orígenes
Workers Power y el Irish Workers Group se originaron en la Facción de Izquierda expulsada de los "Socialistas Internacionais", organización que más tarde se conocería como: Socialist Workers Party (SWP-Reino Unido), entonces dirigida por Tony Cliff.
El Gruppe Arbeitermacht alemán surgió de la desintegración del Spartacusbund, en sí mismo producto de una escisión dentro de la sección nacional del Secretariado Unificado de la Cuarta Internacional en Alemania.
Pouvoir Ouvrier se formó con camaradas que se separaban del pequeño grupo morenista francés, así como con camaradas del Parti Communiste Internationaliste, dirigido por Pierre Lambert.
La organización más importante de la L5I es el Workers' Power. En 1974, los fundadores de Workers' Power fueron expulsados de la organización dirigida por Tony Cliff (Socialistas Internationais).
En 1975, Workers' Power se unió brevemente a Workers Fight, un grupo, dirigido por Sean Matgamna, que, en 1971, había sido expulsado de los "Socialistas Internacionais", para formar la International-Communist League, sin embargo, en 1976, dos tercios de los exmiembros del grupo Workers' Power se retiraron de la International-Communist League para refundar su antigua organización.
En 1975, Workers' Power publicó: "El marxismo y los sindicatos".
En 1980, Workers' Power abandonó la posición, históricamente defendida por Tony Cliff, de que la Unión Soviética y los "Estados Socialistas" de Europa del Este eran capitalistas de estado y, de esta manera, comenzaron a adoptar el entendimiento de las otras organizaciones trotskistas que clasificaban a tales estados como: "estado obrero degenerado (Unión Soviética) y "degenerados de nacimiento" (otros estados socialistas).
En 1983, Workers Power y el Irish Workers Group publicaron: "La agonía de la Cuarta Internacional".

### Liga Internacional de los Trabajadores - Cuarta Internacional
La Liga Internacional de los Trabajadores - Cuarta Internacional (LIT-CI), fundada en 1982, de tradición morenista, plantea reconstruir la IV internacional con un programa revolucionario. Está presente especialmente en Latinoamérica y Europa, donde destacan el Partido Socialista de los Trabajadores Unificado (Brasil), el Partido de Alternativa Comunista (Italia) y el Partido Obrero Socialista (México).
En Argentina, el país originario de Moreno, su corriente empezó como un grupo que hacía entrismo en el peronismo hasta fusionarse con la agrupación liderada por Santucho en el Partido Revolucionario de los Trabajadores y luego dividirse sobre la base de la cuestión de la lucha armada. De esa división surgiría el Partido Socialista de los Trabajadores, que después pasaría a denominarse Movimiento al Socialismo.
A mediados de los 80, el MAS llegó a ser posiblemente el partido trotskista más grande e influyente de su tiempo en el mundo, contando con varios millares de militantes esparcidos por todo el país y consolidados como la principal fuerza de izquierda de Argentina. Después del fallecimiento de Moreno, en 1987, el MAS se dividió en múltiples agrupaciones, algunas de las cuales siguen reivindicando la herencia morenista.

#### Orígenes
En 1964, los partidarios de Moreno, luego agrupados en el "Palabra Obrera", abandonaron el Comité Internacional de la Cuarta Internacional para integrarse en el Secretariado Unificado de la Cuarta Internacional (SU-CI).
Durante el Congreso del SU-CI de 1969, Moreno se opuso a las directrices a favor de la lucha de guerrillas.
En diciembre de 1972, Nahuel Moreno, Hugo Blanco Galdós, Peter Camejo, Joseph Hansen y Aníbal Lorenzo (Ernesto González) firmaron un documento titulado: "Argentina y Bolivia un Balance", como contribución a la discusión sobre América Latina en la reunión del Comité Ejecutivo del SU-CI, que criticaba las resoluciones a favor del énfasis en las luchas guerrilleras, aprobadas en el Congreso de 1969 del SU-CI.
En 1973, para los debates previos al Décimo Congreso Mundial del SU-CI, Ernest Mandel presentó un documento titulado: “En defensa del leninismo, en defensa de la Cuarta internacional”, en respuesta Moreno presentó el texto: “Un documento escandaloso”. Entre la militancia del Partido Socialista de los Trabajadores (Argentina) se lo bautizó “El Morenazo”. En 1989 fue publicado con el título "El partido y la revolución (teoría, programa y política: polémicas con Mandel)."
En 1975, se publicó un documento interno del [[Partido Socialista de los Trabajadores de la
Argentina]], escrito, en 1974, por Nahuel Moreno, conocido como "Memorándum para la respuesta del PST(A) al SU", que respondía a la campaña de críticas contra el PST que mantenía la mayoría del SU-CI (encabezada por Mandel), que mantenía una línea ultraizquierdista producto de la desviación guerrillerista y su defensa del PRT-ERP. Moreno explica exhaustivamente la política y consignas del PST en defensa de las libertades
democráticas contra las bandas fascistas y ante el peligro del golpe militar contra el gobierno
peronista, surgido del voto popular en 1973.
En 1975, se publicó un documento interno del Partido Socialista de los Trabajadores de la
Argentina, escrito, en 1974, por Nahuel Moreno, conocido como "Memorándum para la respuesta del PST(A) al SU", que respondía a la campaña de críticas contra el PST que mantenía la mayoría del SU-CI (encabezada por Mandel), que mantenía una línea ultraizquierdista producto de la desviación guerrillerista y su defensa del PRT-ERP. Moreno explica exhaustivamente la política y consignas del PST en defensa de las libertades
democráticas contra las bandas fascistas y ante el peligro del golpe militar contra el gobierno
peronista, surgido del voto popular en 1973.
El 11 de febrero de 1977, Nahuel Moreno, como dirigente de la Tendencia Bolchevique del SU-QI y del Partido Socialista de los Trabajadores de la Argentina, publicó un documento criticando duramente a Mandel, titulado: Capitulación al “Eurocomunismo”.
Antes del Congreso del SU-CI de 1979, Moreno, que estaba exiliado en Bogotá (Colombia), publicó, en febrero de 1979, un documento titulado "La dictadura revolucionaria del proletariado",  que era una respuesta al un proyecto de resolución escrito por Ernest Mandel, titulado: "Democracia socialista y dictadura del proletariado".
En agosto de 1979, el gobierno de la Frente Sandinista de Liberación Nacional expulsó a los miembros de la Brigada Simón Bolívar (BSB), impulsada por el morenismo desde Bogotá, de Nicaragua. Tanto la dirección del Partido Socialista de los Trabajadores (Estados Unidos) como el mandelismo apoyaron esa expulsión. En este contexto, los partidarios de Moreno, agrupados entonces en la Fracción Bolchevique (FB), se retiraron del SU-CI.
A finales de 1979, la “Tendencia Leninista Trotskista” (TLT), liderada por: Dominique Losay, Daniel Gluckstein, Christian Leucate y François Cortes, que representaba alrededor de un tercio de los militantes de la Ligue Communiste Révolutionnaire (Francia), también se había retirado del SU-CI.
En diciembre de 1979, el Comité Organizador por la Reconstrucción de la Cuarta Internacional (CORCI), la FB y la TLT formaron un "Comité Paritario", que funcionó hasta la Conferencia Mundial Abierta de la Cuarta Internacional (Comité Internacional) (CI (CI) (1980)), de diciembre de 1980, en la que se eligió al Consejo General que designó al Comité Ejecutivo y al Secretariado de la CI (CI) (1980), disolviéndose las fracciones.
A fines de mayo de 1981, Nahuel Moreno presentó un informe de la CI (CI) (1980), titulado: "Aparece una nueva dirección".
El 13 de octubre de 1981, envió una carta al Comité Central del Partido Obrero Socialista Internacionalista (España) en la que criticaba duramente a la Organisation Communiste Internationaliste (OCI) por su capitulación al gobierno de Mitterrand.
En enero de 1982, se celebró en Bogotá (Colombia) una reunión internacional que fundó la Liga Internacional de los Trabajadores – Cuarta Internacional (LIT-CI).
En marzo de 1985, Moreno participó, en Buenos Aires, del Primer Congreso de la LIT-CI, como principal dirigente de esa organización.

### Fracción Trotskista - Cuarta Internacional
Se originó en 1989 bajo el nombre Fracción Bolchevique Internacionalista, liderada por Emilio Albamonte, luego de una serie de expulsiones en la Liga Internacional de los Trabajadores - Cuarta Internacional (LIT-CI), que comenzaron en 1988. Inicialmente, la Fracción Bolchevique Internacionalista se consideraba una facción externa a la LIT-CI y, por tanto, sus militantes exigían la revisión de las expulsiones consideradas injustas.
Sus militantes en Argentina fundaron el Partido de los Trabajadores Socialistas (PTS) que, en sus primeros años, sufrió diversas escisiones, que obligaron al PTS a hacer un balance y una autocrítica, lo que derivó que en su desarrollo posterior cuestionara principalmente la actualización del Programa de Transición que formulara el dirigente de la LIT-CI Nahuel Moreno, entendiéndola como contrapuesta a la Teoría de la revolución permanente de León Trotski.
En 1998, pasó a llamarse Fracción Trotskista - Estrategia Internacional, fundada por el PTS de Argentina, la Liga de Trabajadores por el Socialismo (México) (LTS) y la Liga Obrera Revolucionaria por la Cuarta Internacional (LOR-CI) de Bolivia y con adhesiones del grupo Estrategia Revolucionaria de Brasil y del grupo Clase contra Clase de Chile, así como algunos militantes simpatizantes en Europa.
En 2004, en su segunda conferencia internacional, la FT decidió cambiarse el nombre de Estrategia Internacional a Cuarta Internacional.
Sus principales publicaciones son la revista Estrategia Internacional y la red de periódicos La Izquierda Diario, editada en siete idiomas.

#### Diferencias con la LIT-CI
En 1994, se publicó el documento: "Polémica con la LIT y el legado de Nahuel Moreno", en el cual la FT sostenía que:
La FT diferencia de la LIT-CI en que la primera discrepa sobre las tesis defendidas por Nahuel Moreno, mientras que la LIT-CI se declara plenamente fiel al legado de Nahuel Moreno.
Más precisamente, considera correctos algunos de los escritos de Nahuel Moreno, entre ellos "Dictadura Revolucionaria del Proletariado" (1979), obra escrita en contra de las tesis defendidas por Ernest Mandel, principal dirigente del Secretariado Unificado de la Cuarta Internacional (SU-CI). Sin embargo, el FT no acepta todas las opiniones y conclusiones de Moreno en este documento.

### Comité de Enlace por la Reconstrucción de la Cuarta Internacional
En agosto de 1991, se publicó la Declaración Constitutiva del Comité de Enlace por la Reconstrucción de la Cuarta Internacional (CERCI), firmada por los Partidos Obreros Revolucionarios de Bolivia (POR-Bol), Argentina y Brasil.
En julio de 1993, se aprobaron los estatutos del CERCI en la XI Conferencia celebrada en La Paz (Bolivia).
En julio de 1994, tuvo lugar el I Congreso del CERCI.
El 11 de noviembre de 2016, se celebró el IV Congreso del CERCI.
Los días 10 y 11 de septiembre de 2022, se celebró el V Congreso del CERCI.
Hasta junio de 2023, el CERCI publicó 38 Boletines.

### Corriente Marxista Internacional
La Corriente Marxista Internacional (CMI), fundada por Ted Grant en 1992 después de una escisión del Comité por una Internacional de los Trabajadores. Su principal característica diferencial es que se orienta a organizaciones de masas que considera como los únicos instrumentos válidos de la clase obrera, tales como sindicatos y partidos socialdemócratas, socialistas y comunistas. Esta organización ha renunciado a reagrupar el trotskismo internacional y no mantiene ninguna relación con los grupos que buscan reorganizar la IV Internacional. Su dirigente y teórico actual más conocido es Alan Woods. La CMI está presente en más de 30 países. En Brasil encabeza los movimientos de ocupación de empresas. Posee también una notable influencia en el Partido del Pueblo de Pakistán. Alan Woods ha manifestado a menudo su "apoyo crítico" al gobierno de Hugo Chávez en Venezuela.

### Unidad Internacional de los Trabajadores - Cuarta Internacional
La Unidad Internacional de los Trabajadores - Cuarta Internacional (UIT-CI), fundada en abril de 1995, es uno de los agrupamientos internacionales de partidos creados después de la diáspora morenista de principios de los 90. Está presente en más de 10 países, siendo su sección argentina, Izquierda Socialista, una de las más reconocidas. Si bien varios de sus partidos se proclaman trotskistas y morenistas, la UIT-CI llama a "la unidad de los revolucionarios, sean trotskistas o no" bajo un "Programa Mínimo Revolucionario".

### Liga Internacional Socialista
La Liga Internacional Socialista (LIS) fue fundada en una conferencia realizada en Barcelona, España, los días 24 a 26 de mayo de 2019. Dicha confluencia fue fruto del acercamiento entre las organizaciones que conformaban Anticapitalistas en Red - el Movimiento Socialista de los Trabajadores (MST) de Argentina y Marea Socialista de Venezuela, entre otros - y el Partido Socialista de los Trabajadores (SEP) de Turquía. Anticapitalistas en Red fue disuelta en una reunión el día previo a la conferencia fundacional de la LIS. Dicha conferencia reunió delegados de una veintena de países, que fundaron la nueva organización internacional y votaron un programa común.

### League for the Fourth International
La League for the Fourth International (LFI) (Liga por la Cuarta Internacional) es una organización internacional trotskista surgida de una escisión con la International Communist League (Fourth Internationalist) (ICL-FI). Esta escisión comenzó el 8 de junio de 1996 con la exclusión de Jan Norden y otros miembros de ICL-FI.
El 6 de abril de 1998, la declaración fundacional de la LFI fue firmada por los "Grupos Internacionalistas" (de EEUU, Francia y México) y por la Liga Cuarta Internacionalista de Brasil.
En agosto de 2023 contaba con secciones nacionales en: Estados Unidos, Brasil, Alemania, Italia y México.

### Permanent Revolution Collective
A fines de 2002, se convocó una conferencia internacional de la Liga Obrera Internacionalista (LOI-Argentina, una escisión del Partido de los Trabajadores Socialistas), con grupos del "Movimiento por una Internacional Comunista Revolucionaria", ahora "Liga por la Quinta Internacional" (L5I) y del "Comité Organizador para la Reconstrucción de la Cuarta Internacional".
En 2003 se establecieron bases provisionales:
- La necesidad del partido revolucionario
- La defensa de la revolución permanente, contra el frente único antiimperialista
- El armamento de las masas y la necesidad de la insurrección, contra el pacifismo, contra la asamblea constituyente, en países con multipartidismo y libertades democráticas (como en Argentina)

Luego, el nuevo Colectivo discutió, entre otros, con el grupo En Defensa del Marxismo de España, miembro de la "Coordinación para la refundación de la Cuarta Internacional".
El 7 de noviembre de 2004, se publicó la carta fundacional del Permanent Revolution Collective (PRC), que cuenta con las siguientes secciones nacionales:
En mayo de 2011, el PRC manifestó su oposición a la Intervención militar en Libia.
En 2014 se produjo una ruptura con la LOI por dos razones:
1. ellos renunciaron a la necesidad de un partido,
2. bajo el pretexto del antiimperialismo capitularon ante el islamismo, a pesar de las lecciones de las contrarrevoluciones de Indonesia en 1963 y de Irán en 1979. Una década después, la LOI entregó tropas a los yihadistas en Siria, con el aplauso de RKOB de Austria y CWG de Nueva Zelanda.[173]

En 2017, el PRC publicó su Plataforma.

### Comité de Vínculo pela Cuarta Internacional
El 22 de abril de 2011, tres organizaciones trotskistas (la Liga Comunista (LC-Brasil), Socialist Fight (SF-Reino Unido) y el Revolutionary Marxist Group (RMG-Sudáfrica)) firmaron una declaración conjunta contra la intervención en Libia de agentes internos y externos del imperialismo y en defensa de un programa revolucionario trotskista. Esto se considera el hito inicial del Comité de Vínculo pela Cuarta Internacional (CVCI).
El SF era un grupo cuyo principal dirigente militó, entre 1976 y 1985, en el Workers Revolutionary Party (WRP), organización históricamente dirigida por Gerry Healy, que, hasta su implosión en 1985, fue una de las mayores organizaciones que se reivindicaban trotskistas en el continente europeo). El SF tuvo un breve acercamiento al CoReP (Colectivo Revolución Permanente dirigido por el Grupo Bolchevique de Francia, tendencia internacional formada por una de las fracciones de la corriente creada por Stéphane Just tras su ruptura con el lambertismo en los años 80), pero se alejó de esta corriente internacional debido a diferencias sobre la cuestión libia.
En septiembre de 2022 se acordó un proyecto de programa para su adopción por el CVCI.

### Corriente Comunista Revolucionaria Internacional
En 2012, fue publicada la declaración fundacional de la Corriente Comunista Revolucionaria Internacional (CCRI)

### International Leninist Trotskyist Tendency (ILTT)
En el verano de 2012 se fundó, en los EE. UU., el "Communist Workers Group" (CWG). Tras una amarga lucha con los abstencionistas sectarios de "Humanist Workers for Revolutionary Socialism" (HWRS) (Trabajadores Humanistas por el Socialismo Revolucionario).
Posteriormente, el CWG formó un Comité de Enlace con el "Communist Workers Group of New Zealand Aetoria" (CWG-NZ) y el "Revolutionary Workers Group of Zimbabwe" (RWG-ZIM).

### Comité por el Reagrupamiento Internacional Revolucionario
En 2013, se fundó el Comité por el Reagrupamiento Internacional Revolucionario (CRIR). Uno de sus rasgos distintivos es que afirman dar prioridad a la promoción del liderazgo revolucionario de las mujeres en todas las luchas políticas.

### Tendencia por la Reconstrucción de la Cuarta Internacional
En 2016, se formó la Tendencia por la Reconstrucción de la Cuarta Internacional (TRCI), que cuenta con las siguientes secciones nacionales:
Entre los días 17 y 18 de noviembre de 2018 tuvo lugar el Congreso Fundacional de la TRCI.

### Izquierda Revolucionaria Internacional
La Izquierda Revolucionaria Internacional es una organización trotskista internacional surgida, en 2019, de una escisión del Comité por una Internacional de los Trabajadores (CIT).
En 2009, la dirección de las secciones española (Izquierda Revolucionaria), venezolana (Corriente Marxista Revolucionaria) y mexicana de la Corriente Marxista Internacional (CMI) decidieron retirarse de la CMI Estos grupos formaron Izquierda Revolucionaria y, el 22 de julio de 2017, decidieron fusionarse con el CIT.
En 2019, se formó una disputa dentro del CIT entre la facción minoritaria "En defensa de una clase trabajadora y el CIT trotskista", liderada por Peter Taaffe, y la mayoría liderada por el Comité Ejecutivo Internacional (que más tarde daría origen a la International Socialist Alternative). Si bien las secciones portuguesa y española se alinearon con la facción minoritaria, tuvieron una pelea. Pronto, junto con las secciones mexicana y venezolana , abandonaron el CIT por completo para formar la Izquierda Revolucionaria Internacional.
En su congreso de fundación el 22 de julio de 2019 en Madrid, a los delegados se unieron representantes de la sección alemana Offensiv que habían votado a principios de mes para afiliarse al grupo.

### International Socialist Alternative
Surgió en 2019, de una escisión del Comité por una Internacional de los Trabajadores (CIT).

### Punto de vista internacionalista
El 24 de junio de 2021, Xekinima (Organización Internacionalista Socialista), la sección griega, junto con las secciones de Chipre y Turquía, declararon su desafiliación de la International Socialist Alternative (ISA). Las razones incluyeron un desacuerdo sobre:
1. la tesis de la dirección de la ISA de que habría un proceso de superación del neoliberalismo y un retorno al keynesianismo;
2. la adopción de un código de conducta sobre el acoso sexual por parte de la ISA, por no abordar adecuadamente la cuestión del consentimiento y de la “prueba de culpabilidad";
3. la cuestión  “lucha contra el federalismo";
4. el comportamiento agresivo de la mayoría contra la minoría.[188][189]

El 31 de enero de 2022, varias organizaciones que habían roto con la AIS, anunciaron la creación de un sitio web "Internationalist Standpoint", que sería el primer paso hacia la creación de una nueva organización política internacional.
Esta nueva organización trotskista internacional afirmó en su manifiesto fundacional que:
"Creemos que en la mayoría de las organizaciones trotskistas no existe una comprensión adecuada y equilibrada de las perspectivas. Hay un intento de simplificar demasiado las perspectivas y ser demasiado optimista, viendo solo el potencial pero no las complicaciones en la situación objetiva. El error reiterado de ver la revolución “a la vuelta de la esquina” ha caracterizado a muchas de las organizaciones trotskistas en el pasado y continúa hasta el día de hoy. En otras ocasiones, las organizaciones trotskistas fueron conducidas a conclusiones pesimistas y finalmente capitularon ante las presiones del reformismo y el oportunismo.
Pensamos que no hay suficiente comprensión del estado de ánimo y la conciencia de las masas trabajadoras, y como resultado el programa de transición termina en “gritos revolucionarios” para muchas organizaciones trotskistas que las aíslan de la clase a la que quieren servir.
Estamos convencidos de que en la mayoría de las organizaciones trotskistas no existe una comprensión correcta de cómo se puede construir la futura Internacional revolucionaria de masas. La idea de que unos “mesías” serán los Lenin y los Trotsky de hoy, por desgracia, es bastante común. Conectado a esto, existe una distancia entre los líderes autoproclamados y la propia clase trabajadora. Muchos “líderes” de tales organizaciones no tienen vínculos orgánicos con la clase trabajadora pero piensan que pueden liderarla como intelectuales.
[...]
Por último, pero no menos importante, existe un claro problema con el régimen interno de la mayoría de las organizaciones trotskistas, evidentemente influenciadas por el estalinismo y afectadas por su aislamiento de la masa de la clase trabajadora. Las opiniones diferentes no se respetan como deberían, las ideas diferentes se tratan con hostilidad y se expulsan en la mayoría de las organizaciones existentes. Incluso cuando se permiten formalmente “facciones”, “tendencias” y “agrupaciones”, la cultura interna es tal que no se les permite permanecer."

### Otras
- La Corriente Internacional "Socialismo o Barbarie", su núcleo central es el Nuevo Movimiento al Socialismo, una de las escisiones del morenismo que comenzó a organizarse en 2003. A diferencia de la mayoría del trotskismo, sostiene que la URSS no se transformó en un estado obrero deformado sino que la contrarrevolución estalinista socavó inclusive las bases económicas y sociales de la sociedad rusa, hasta desplazar por completo del poder a la clase obrera, lo que dio lugar a una sociedad ni obrera ni capitalista. De otra manera hubiese sido imposible la restauración capitalista que se verificó a finales del siglo XX.[191]

- En 1997 se funda en Génova, Italia, el Movimiento por la Refundación de la Cuarta Internacional que reagrupaba a partidos trotskistas de Sudamérica y Europa. Siete años más tarde, en 2004, esta organización se convierte en la Coordinadora por la Refundación de la Cuarta Internacional (CRCI) con secciones en 3 continentes y 10 países, entre las que se encuentran el Partido Obrero de Argentina, el Partido Revolucionario de los Trabajadores de Grecia, el Partido de los Trabajadores de Uruguay y el Partido Comunista de los Trabajadores de Italia.[192]

- La organización trotskista francesa Lutte Ouvrière es el núcleo central de la Union Communiste Internationaliste.[193]

### Enlaces a organizaciones
- Coordinadora por la Refundación de la Cuarta Internacional (CRCI)
- Comité por una Internacional de los Trabajadores (CIT/CWI)
- Corriente Marxista Internacional (CMI/IMT)
- Fracción Trotskista-Cuarta Internacional (FT-CI)
- Grupo Internacionalista
- Liga Comunista Internacional
- Liga Internacional de los Trabajadores (LIT-CI)
- Secretariado Unificado de la Cuarta Internacional

- Datos: Q206682
- Multimedia: Fourth International / Q206682